# Lijst van naamdagen - december
Hieronder staan de naamdagen voor december.
| Dag         | Heilige                                                                            | Voornaam |
| ----------- | ---------------------------------------------------------------------------------- | --- |
| 1 december  | Elooi Charles de Foucauld Blanca                                                   | Aloïs, Eligius, Eloi, Leu, Looi, Loy, Wies Carl, Karel, Karl, Siarl Bianca, Blancha |
| 2 december  | Jan van Ruusbroec Bibiana                                                          | Han, Hanzo, Jaen, Janko, Jo, Jowan Bibi, Bibiane, Bieke, Vivan, Vivian (voornaam), Vivian, Viviane, Vivianne, Vivienne, Viviënne, Vivina |
| 3 december  | Franciscus Xaverius                                                                | Javi, Javier, Xavier |
| 4 december  | Barbara Anno                                                                       | Babet, Babeth, Babette, Babiche, Babichon, Babita, Babs, Barbara, Barber, Barbera, Basia, Berbe, Berbel Anke, Anne, Anno, Anske |
| 5 december  | Sabas Crispina Dalmatius                                                           | Sabas Krispijn Dalmatius |
| 6 december  | Nikolaas Geertrui Dionysia Adolph Kolping                                          | Col(l)in, Klaas, Klijs, Lykle, Nic(k), Nickey, Nicky, Nico(la(a)s), Niek, Niels, Nielsen, Nik, Niki(ta), Nikki(e), Nikky, Nikola, Nikolaas, Nikolai, Niels, Nils Geertruida, Gherde, Trudi, Truus Den(n)is, Denise, Dion, Dioniza, Nijs, Niza Adulphe, Dolf |
| 7 december  | Ambrosius Maria-Jozefa Rossello Agatho(on)                                         | Amber, Ambrogio, Ambrose, Ambrosia, Brogio Marie-Joseph Aagje, Achiena, Agatha |
| 8 december  | Alfrieda Romaric                                                                   | Edelfride, Elfi, Elfried(a), Elfriede, Fride, Fridy, Frieda, Friede Romar, Romaric, Romary |
| 9 december  | Leocadia Pierre Fourier Syrus Gorgonia Valeria van Limoges Liborius Wagner         | Leucade Pierre, Paiter, Peter, Peer, Pelle, Per, Perry, Pier, Piet, Pieter, Pitrik Syra Gorgonia Valéria, Valerie, Valérie, Valery Boris, Borre |
| 10 december | Eulalia van Mérida Witmar Melchiades Florent van Carracedo                         | Eulalie Widmer, Wirdmer, Wudmer, Wurdmer Melchiades Fiorella, Flore, Florian |
| 11 december | Damasus I Daniël de Styliet Gentiaan                                               | Damaas, Damida, Dammis Daan, Dan, Daniël, Danny Gentiaan |
| 12 december | Johanna Francisca de Chantal Corentin Maxens Justin Abra Fin(n)ian                 | Janette, Jeanne, Jessica, Joanne; Chantalle Corentin, Curdy, Curey Miksa, Max, Maximin Juste, Justijn Apronia, Dina, Dinah, Dini, Diny, Everdina, Évronie Finn, Fionn, Vinik |
| 13 december | Lucia Odilia Judocus Autbertus                                                     | Luce, Lucia, Lucie, Lucienne, Luciënne, Lucinda, Lucine, Lucy, Luz Diela, Dilia, Odila, Odilie, Othilia Docus, Jocelyne, Jodoc, Jodocus, Josse, Joost, Joyce Aubert, Obbo, Obert, Obrecht, Odbert, Oubrecht |
| 14 december | Johannes van het Kruis Arseen Nicasius Folcuinus                                   | Jannes Arséne Casijn, Nicasia Folk, Folkwin, Volkwin |
| 15 december | Valeriaan                                                                          | Valère, Valerien |
| 16 december | Adelheid Evrard van Friuli Albina Judiakel van Gael                                | Adèle, Aida, Aleid(a), Aleta, Aleth, Aletta/e, Aleydis, Alia, Alice, Alicia, Alida, Alie(ke), Alies, Alina/e, Alise, Alissa, Alita, Alix, Alla, Allissa, Alya, Alyce, Alycia, Alysha, Alyssa, El(s)ke, Elles, Heidi/y, Jolet, Letty, Leydi, Lia, Lid(i)a, Lidy, Lieke, Lydia/e, Lydian, Te(e)lke Ebert, Eef, Evart, Everdien, Evert, Evrart Albigna, Bina Gaël, Gail                                  |
| 17 december | Wivina Begga                                                                       | Wiceka, Wivin, Bieke, Viviana, Wivien Beggue |
| 18 december | Winibald Gatien Basiliaan                                                          | Vinebaud, Winbald, Wineboud Gertjan, Gratiaan, Gratiën Bas, Basiel, Basilien |
| 19 december | Urbaan V Nemesius Meuris T(h)ea Fausta Susanna Darius van Nicea Samthana van Meath | Urbain, Urbanie Nemesius Marijn, Maurice, Maurits Door, Dora, Dorotea Faust Sanne, Sanneke, Sue, Susan, Susanne, Suselot, Suselotte, Susil, Suzan, Suzana, Suzanna, Suzanne, Suze, Suzette, Suzie, Zuzanna Dario, Dariush Samanta, Samantha, Samenda |
| 20 december | Theofiel Ursan Filogoon                                                            | Fie, Fiel, Gottlieb, Theo, Theofila Orso, Urs, Ursanne, Ursin Fil, Filo |
| 21 december | Petrus Canisius                                                                    | Pete, Piet, Pieter, Peter, Petra |
| 22 december | Hunger Frances-Xavier Cabrini Zeno Flaviaan Jutta                                  | Hungarus Francisa, Françoise-Xavier, Xaveria Zénon Flavia, Flavie, Flavienne Judica, Judy, Jytte |
| 23 december | Johannes Ketty Dagobert Evarist Hartmann Victoria                                  | Johanna Dabbert, Dagebrecht, Dago Evarest Erdi, Harman, Hasse, Hertman Fieke, Vick, Vicky, Victoire, Vita |
| 24 december | Delphinus Adam Eva Irmina van Oeren Adela                                          | Delphine Adam, Adama, Adamina, Adamo, Adem, Oadam Eef(je), Effie, Eva, Evalien, Evalina/e, Eve, Evelien, Eveli(j)ne, Evelyn, Evi, Evianne, Evita, Evy, Frauke, Frouke, Froukje, Ischa, Jip, Vita Irma, Irmo, Irmy Addy |
| 25 december | Emmanuel Noël Alburga Eugenia Anastasia Adalsindis Nera                            | Emanuel, Emmanuel, Emmanuela, Emmanuele, Immanuel, Manolito, Manu, Manuel, Manuela, Manuello, Mendel Natalie, Nataly, Natascha, Natasja, Nathalie, Noelia, Noella, Noel, Noël, Noelle, Noëlle Adelburg, Elberch Eugeen, Eugeni, Eugenie, Eugénie, Nini Natasja, Staas, Stazie Sindy Reini, Renee, Renée                                                                                               |
| 26 december | Stefaan                                                                            | Estebán, Etienne, Étienne, István, Steef, Stef, Stefan, Stefano, Steff, Steffan, Steffen, Stephan, Stephen, Steven |
| 27 december | Johannes Fabiola van Rome                                                          | E(v)an, Gian(ni), Gio(vanni), Han(nes), Han(n)s, Ian, Ibai, Iban, Ivan, Ivanildo, Ivar, Iwan, Jan(ick), Janiek, Janko, Jannes, Jannik, Jans, Jean, Jenn(o), Jens, Jente, Jesko, Jevon, Jhon, Jian, Jo, Joan(nes), Johan(nes), John(y), Johnno, Johnny, Jon(ne), Juan, Juon, Nanno, Sean, Sjon, Sonnie, Sonny, Yanic, Yann(ick), Yentl Fabiane, Fabiene, Fabiëne, Fabiène, Fabienne, Fabiënne, Fabiola |
| 28 december |                                                                                    | |
| 29 december | Thomas Becket Koning David                                                         | Thomas, Thomasia, Thomé, Tom, Tomas, Tomes, Tommie Daaf, Daoud, Dauwe, Dave, Davey, David, Davien, Davina, Davinia, Davino, Davy, Dawid, Dawya, Daybe, Devin, Dewi, Dewie, Dewy, Douwe, Gleb |
| 30 december | Roger Sabinus Reinier                                                              | Hrodgar, Rodger, Rogier, Rudger, Rüdiger, Rütger Sabine Ragnar, Rainier, Reinder |
| 31 december | Silvester I Columba Melanie de Jongere Garembert                                   | Sylvestre Colombe, Colum Melania, Melloney Berdina, Garbrecht, Gerbert, Gerrie |

januari · februari · maart · april · mei · juni · juli · augustus · september · oktober · november · december